# Voile de la Mariée (Salazie)
Pour les articles homonymes, voir Voile de la Mariée.

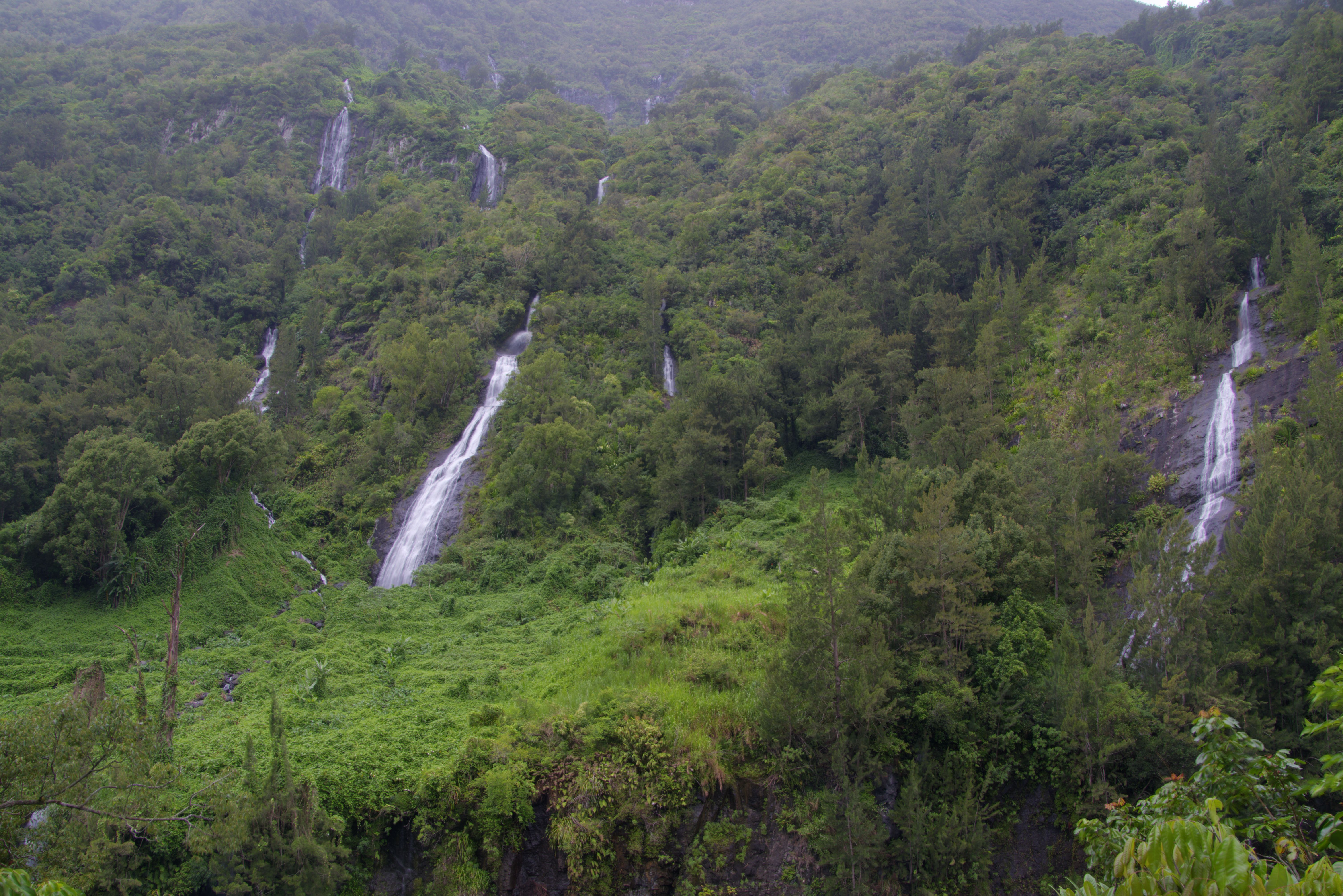
Cascade "Le Voile de la Mariée" à Salazie

Le Voile de la Mariée est une chute d'eau de l'île de La Réunion, un département d'outre-mer français dans le sud-ouest de l'océan Indien. Située à environ 500 mètres d'altitude le long du rempart montagneux qui sépare le cirque naturel de Salazie et le plateau accueillant la forêt de Bélouve, elle relève du territoire de la commune de Salazie, une commune de La Réunion dans les Hauts de l'île. Très connue localement pour la légende qui accompagne le toponyme, elle est visible depuis la route menant du petit centre-ville à l'îlet d'Hell-Bourg.

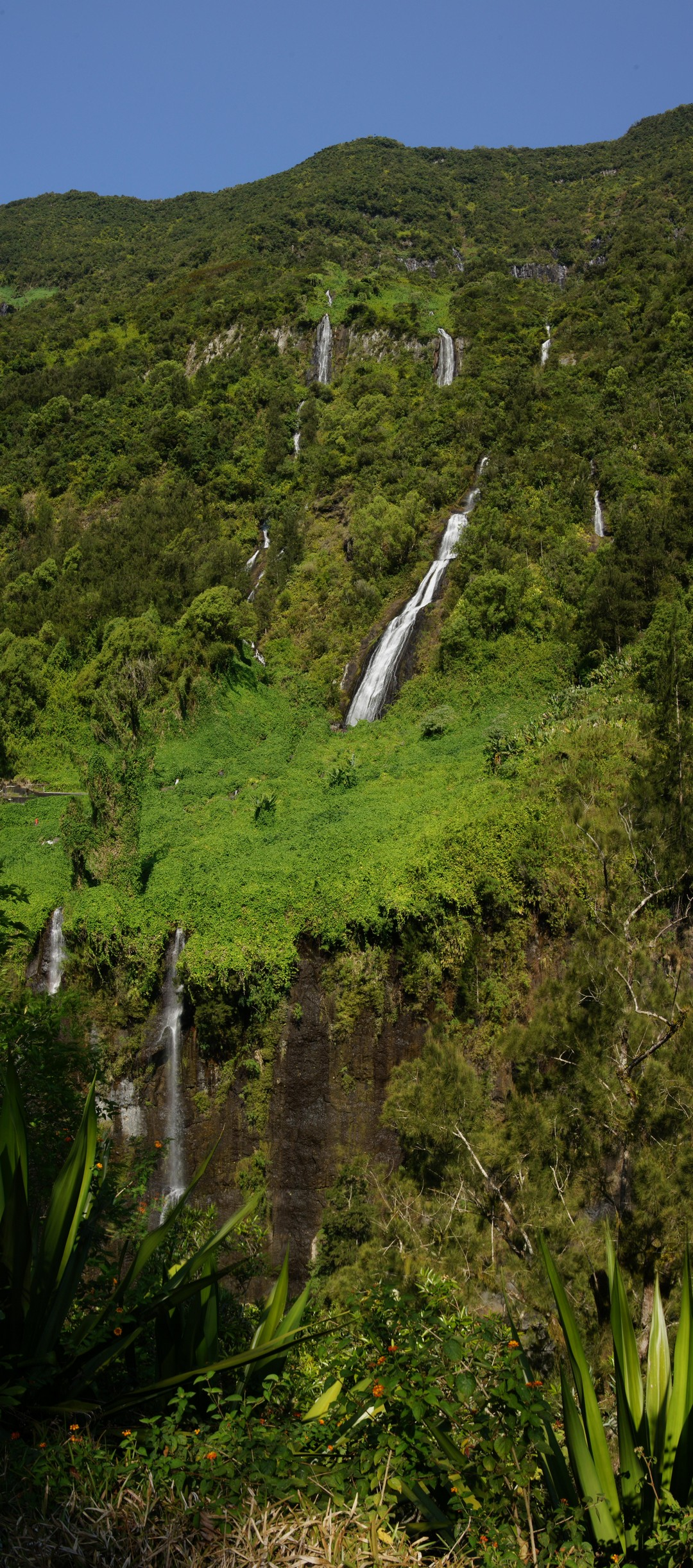
Voile de la Mariée, RD48, Salazie.